# 전종천
전종천(全鐘千, 1927년 1월 17일~2008년 11월 2일)은 대한민국의 경찰, 정치인이다. 제12대 국회의원을 지냈다. 본관은 천안이다. 출생지는 전라북도 고창군이다.

## 학력
- 경찰전문학교 수료
- 건국대학교 법정대학 법학과 졸업
- 연세대학교 행정대학원 고위정책과정 수료

## 경력
- 전북 진안, 무주, 순창, 장수 경찰서장
- 전남 담양 경찰서장
- 전라북도 경찰국 정보2과장
- 전주 경찰서장
- 전라북도 경찰국 정보1과장
- 치안본부 해양경찰대 경비부장(경무관)
- 제주도 경찰국장
- 치안본부 감식과장, 치안감
- 제12대 국회의원 (정주시·정읍군·고창군) / 민주정의당
- 대한민국 헌정회 감사

## 역대 선거 결과
| 실시년도 | 선거   | 대수 | 직책     | 선거구                    | 정당       | 득표수   | 득표율          | 순위 | 당락 | 비고 |
| -------- | ------ | ---- | -------- | ------------------------- | ---------- | -------- | --------------- | ---- | ---- | ---- |
| 1985년   | 총선   | 12대 | 국회의원 | 전북 정주시·정읍군·고창군 | 민주정의당 | 68,248표 | \| \| 42.41% \| | 1위  |      | 초선 |
|          | 42.41% |      |          |                           |            |          |                 |      |      |      |